# Gevangen & Gevaarlijk
Gevangen & Gevaarlijk is een televisieprogramma van SBS6 waarin het leven binnen de gevangenismuren wordt bekeken. Zo is te zien dat er in een gevangenis andere regels gelden: de gedetineerden trachten zo veel mogelijk hun reputatie hoog te houden om te voorkomen dat anderen over hen heenlopen. In een aflevering worden enkele gevangenen of bewakers gevolgd om te zien wat zij meemaken, zoals de dagelijkse gebeurtenissen, problemen en gevechten.
Het programma wordt 's avonds laat op SBS6 uitgezonden.